# Máxima (filosofia)
Máxima é uma regra ou princípio moral que pode ser considerado dependente de uma filosofia pessoal. Normalmente, uma máxima é pedagógica e motiva ações em específico. The Oxford Dictionary of Philosophy a define como:
| “ | Normalmente, é uma regra ou princípio de vida simples e memorável; por exemplo, 'não seja mutuário ou credor'. Tennyson fala sobre um 'pequeno tesouro de máximas pregando no coração de uma filha' (Locksley Hall), e as máximas normalmente estão associadas a uma abordagem da moralidade mais 'folclórica' ou 'impecável'. | ” |

## Ética deontológica
Na ética deontológica, mais especificamente na ética kantiana, máximas são entendidas como um princípio de ação subjetivo. É teorizado que a máxima faz parte do processo de pensamento para cada ação racional, indicando sua lógica da seguinte maneira: (1) a ação, ou tipo de ação; (2) as condições nas quais a ação será realizada; e (3) o fim ou propósito da ação. Normalmente, a máxima é entendida como uma intenção. Na ética kantiana, o imperativo categórico testa as máximas para determinar se elas são corretas, erradas ou permissíveis.
O imperativo categórico é definido canonicamente por: "Aja apenas de acordo com a máxima que você pode, e deseje que se torne uma lei universal".

Na Crítica da Razão Prática, Immanuel Kant dá um exemplo de máxima e como aplicá-la no imperativo categórico:
| “ | Por exemplo, eu tornei minha máxima aumentar minha riqueza por todos os métodos seguros. Agora, tenho um depósito em minhas mãos cujo dono morreu e não o registrou em lugar nenhum... Portanto, eu aplico a máxima ao presente caso e me pergunto se eu posso torná-la em uma lei, e consequentemente se eu conseguiria formular uma lei através de minha máxima como esta: que qualquer um pode negar um depósito que não possa ser provado que foi feito. Eu imediatamente me torno consciente que este princípio, na forma de lei, se aniquilaria, pois assim não existiria nenhum tipo de depósito. | ” |

Também, é postulado que uma ação possui "valor moral" se a máxima pela qual se age cita o propósito de se conformar com um requerimento moral. Em outras palavras, uma ação possui valor moral se cumpre um dever puramente por cumpri-lo, ou que a coisa certa seja feita pelo motivo certo. Kant acreditava ser impossível saber se uma ação possui valor moral, pois alguém pode fingir que age apenas pelo dever, mas há a possibilidade de ser uma ilusão ou ter motivações egoístas: de querer se ver como alguém nobre. Isto indica que o agente da ação nem sempre é o melhor juiz de suas próprias máximas ou motivos.

## Conhecimento pessoal
Em sua abordagem ao conhecimento tácito, Michael Polanyi evidencia a importância da máxima em ambas suas maneiras de entendimento implícito e explícito. "Máximas são regras, nas quais sua correta aplicação é parte de seu valor... Elas funcionam apenas dentro de uma lógica de conhecimento pessoal (experimental)".